# Ján Abrahamffy
Ján Abrahamffy (1662, Nové Mesto nad Váhom – 16. duben 1728, Skalica) byl slovenský spisovatel, autor první tištěné slovenské katolické modlitební knížky a představitel barokní literatury. Studoval na filozofické fakultě v Trnavě, kde dosáhl hodnosti bakaláře filozofie (1680), stal se světským klerikem (1682) a františkánským novicem v Hlohovci (1684). Filozofické vzdělaní si doplnil ve Skalici (1685 – 1686) a období školní přípravy završil studiem teologie v Uherském Hradišti (1687-88) a Hlohovci (1689). Působil jako františkánský kazatel.